# 布鲁克纳节奏

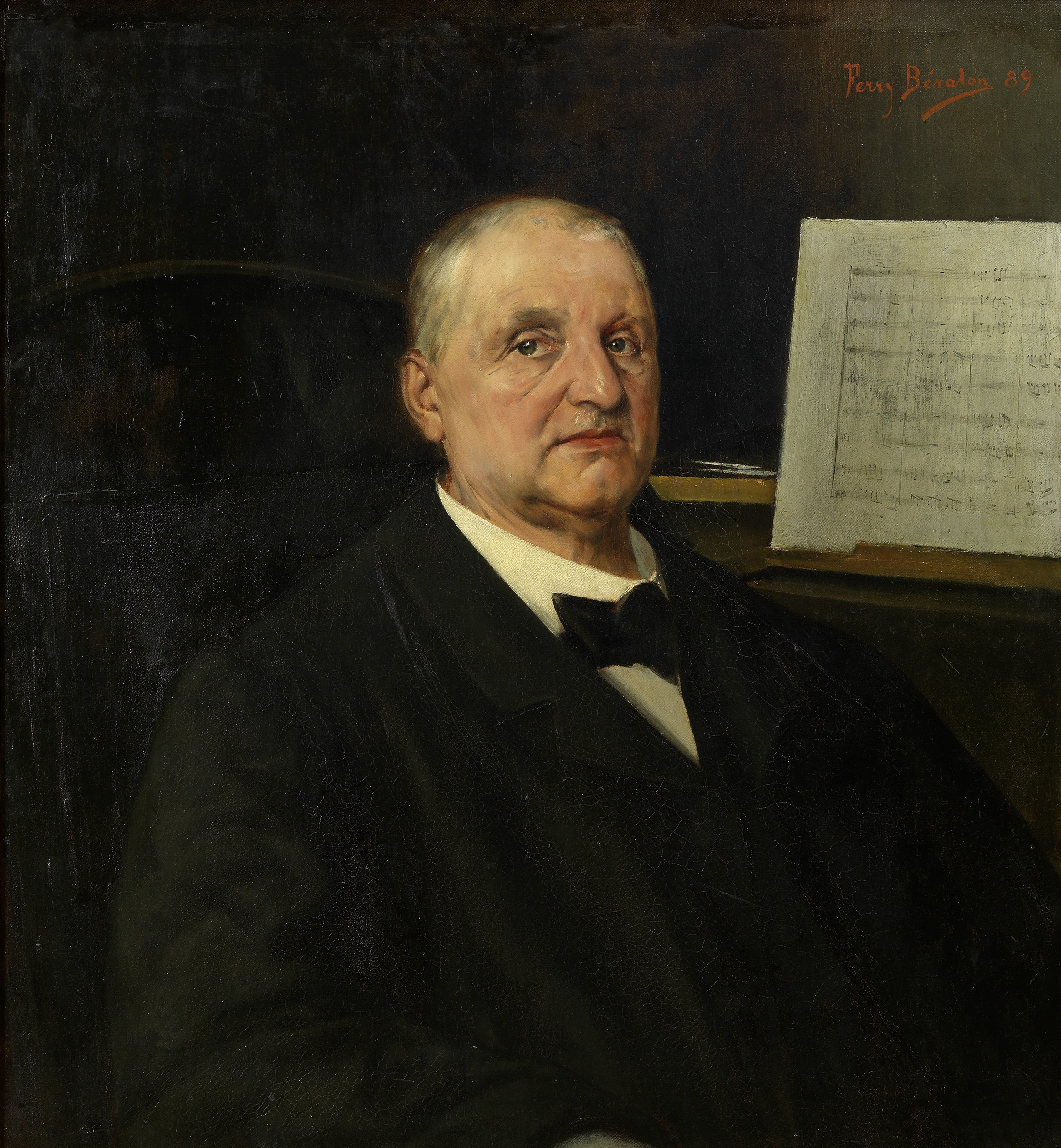
安东·布鲁克纳，19世纪浪漫主义作曲家

布鲁克纳节奏是安东·布鲁克纳的交响乐中的2+3（二连音+三连音）或 3+2节奏，它频繁且以许多不同形式出现。

以第四交响曲第一乐章的主题为例，从第43小节开始：
布鲁克纳还在他的第二交响曲中使用了重复单个音高的节奏（例如，第20和122小节）。在他的第六交响曲中，布鲁克纳节奏出现的程度比以前的作品要多得多，在几个部分出现的时间略有不同。一开始，它作为小提琴音域中高音弦以固定音出现，与大提琴中不同节奏的旋律（第3小节）相对应，而在第 195-209小节，它用于表达六声音阶循环和弦。 这种节奏在第八交响曲的次要主题组中以更“易于处理”的形式出现，通常在所有部分中以相同的方式出现。
布鲁克纳节奏也出现在其他作曲家的作品中，例如在霍华德汉森的浪漫主义交响曲中，它主要出现在圆号和小号部分。